# Galumna major
Galumna major är en kvalsterart som först beskrevs av Pearce 1906.  Galumna major ingår i släktet Galumna och familjen Galumnidae. Inga underarter finns listade i Catalogue of Life.